# Anaphalis garanica
Anaphalis garanica là một loài thực vật có hoa trong họ Cúc. Loài này được Boriss. mô tả khoa học đầu tiên năm 1959.